# Altbarnim
Altbarnim è una frazione del comune tedesco di Neutrebbin, nel Brandeburgo.

## Monumenti e luoghi d'interesse
Chiesa (Dorfkirche)
Piccola  costruzione con struttura a graticcio, risalente al 1776.

### Esplicative
1. ↑  Letteralmente: «Barnim vecchia», in contrapposizione alla vicina Neubarnim – «Barnim nuova».

### Bibliografiche
1. ↑  (DE) Hauptsatzung der Gemeinde Neutrebbin, § 4. (PDF), su barnim-oderbruch.de.
2. ↑  (DE) Institut für Denkmalpflege (a cura di), Die Bau- und Kunstdenkmale in der DDR. Bezirk Frankfurt/Oder, Berlino (Est), Henschelverlag Kunst und Gesellschaft, 1980,  p. 267, ISBN non esistente, IDN 810074435.